# Leopoldo Torricelli
Leopoldo Torricelli (Turín, 2 de febrero de 1893-Turín, 18 de noviembre de 1930) fue un deportista italiano que compitió en ciclismo en las modalidades de ruta y pista. Ganó una medalla de bronce en el Campeonato Mundial de Ciclismo en Pista de 1924, en la prueba de medio fondo.

## Medallero internacional
| Campeonato Mundial | Campeonato Mundial | Campeonato Mundial | Campeonato Mundial |
| Año                | Lugar              | Medalla            | Competición        |
| ------------------ | ------------------ | ------------------ | ------------------ |
| 1924               | París (Francia)    | Medalla de bronce  | Medio fondo (P)    |

## Palmarés

### Ruta
- 1912
  - 1.º en la Génova-Ventimiglia
- 1913
  - 1.º en la Copa Casalegno
  - 1.º en el Giro de las dos Provincias-Marciana di Cascina
- 1916
  - 1.º en el Giro de Lombardía
- 1919
  - 1.º en la Copa Savona
  - 1.º en la Susa-Mont Cenis
- 1920
  - Vencedor de una etapa del Giro de Italia

### Pista
- 1924
  - Campeón de Italia en pista de medio fondo 
  - 3.º en el Campeonato del Mundo de medio fondo
- 1925
  - Campeón de Italia en pista de medio fondo
- 1926
  - Campeón de Italia en pista de medio fondo
- 1927
  - Campeón de Italia en pista de medio fondo
- 1928
  - Campeón de Italia en pista de medio fondo
- 1929
  - Campeón de Italia en pista de medio fondo